# رابرت جفرسون برکینریج
رابرت جفرسون برکینریج (Robert Jefferson Breckinridge)‏ (۸ مارس ۱۸۰۰–۲۷ دسامبر ۱۸۷۱)، سیاستمدار و سرپرست کلیسای پرسبیترین بود. وی عضو خانوادهٔ برکینریج کنتاکی پسر سناتور جان برکینریج بود.
برکینریج که یک جوان ماجراجو بود به‌علت جنگ از دانشگاه پرینستون اخراج شد و پس از فراغت از کالج یونین در سال ۱۸۱۹ تمایل داشت سبک زندگی مهماندار/مهمانی رفتن و عیاشی را در پیش گیرد. اما در سال ۱۸۲۴ در کانون وکلا پذیرفته شد و در سال ۱۸۲۵ در مجمع عمومی کنتاکی انتخاب شد. مریضی وخیم و مرگ یکی از فرزندانش وی را واداشت که به مذهب روی آورد و در سال ۱۸۳۲ رسماً کشیش مقرر شد.
برکینریج در همان سال درخواست برای سمت کشیش کلیسای پرسبیترین دوم[a] بالتیمور ایالت مریلند را پذیرفت. برکینریج در حین تصدی سمت کلیسا، در یک‌تعداد مباحث علوم الهی شرکت نمود. برکینریج در جریان جدال مدرسهٔ قدیمی - مدرسهٔ جدید در داخل کلیسای پرسبیترین در دههٔ ۱۸۳۰ به یکی از اعضای سرسخت جناح مدرسهٔ قدیمی تبدیل شد و در سال ۱۸۳۷ نقش تأثیرگذاری در اخراج چندین روحانی داشت. او به‌خاطر مواضع خود، در سال ۱۸۴۱ به‌عنوان رئیس مجمع عمومی کلیسای پرسبیترین انتخاب شد.
برکینریج پس از یک دوره خدمت کوتاه به‌عنوان رئیس کالج جفرسون در پنسیلوانیا، به کنتاکی برگشت، در کنتاکی رئیس نخستین کلیسای پرسبیترین لکسینگتون ایالت کنتاکی تعیین شد و توسط فرماندار ویلیام آوسلی مدیر آموزش عمومی منصوب شد. تغییراتی را که برکینریج در این اداره عملی ساخت، موجب افزایش ده‌برابری حضور در مدارس دولتی شد و با این کار وی را پدر سیستم مدرسهٔ دولتی در کنتاکی نامیدند. برکینریج پس از شش سال از سمت مدیریت خود کناره‌گیری کرد تا در دانشکده الهیات دانویل واقع دانویل کنتاکی استاد شود.
با بالا گرفتن درگیری‌های مقطعی که منجر به جنگ داخلی شد، برکینریج که مخالف برده‌داری بود، خلاف معمول برده‌دار شد. سناریوی سوگ‌انگیز برادر علیه برادر مو به مو در خانوادهٔ برکینریج اتفاق افتاد و در جریان جنگ پسران برکینریج در هر دو طرف می‌جنگیدند. برکینریج پس از جنگ در خانه‌اش واقع دانویل بازنشسته شد و در ۲۷ دسامبر سال ۱۸۷۱ در آنجا فوت نمود.

## اوایل زندگی
رابرت برکینریج در ۸ مارس سال ۱۸۰۰ در درهٔ کوچک کبل در نزدیکی لکسینگتون ایالت کنتاکی متولد شد. برکینریج سومین پسری بود که در خانوادهٔ سناتور جان مری هاپکینز (کیبل) برکینریج به‌دنیا آمد. سناتور برکینریج در سال ۱۸۰۶ درگذشت و مواظبت از مزارع بزرگ فامیلی را به همسرش ماند. رابرت به زودی به‌خاطر رفتار سوء شهرت پیدا کرد. در یک نمونه برکینریج و جان برادرش با هم به درگیری فیزیکی پرداختند، زیرا رابرت در قهوهٔ عموی نابینایش نمک انداخت؛ در مورد دیگر مادرش وی را به‌خاطر زدن یک بردهٔ پیر، «شلاق جانانه» زد.
برکینریج در دانشگاه کلاسیک که توسط  لئوس مارشال برادر جان مارشال قاضی‌القضات بنیان‌گذاری شده بود، آموزش دید و سپس در سال ۱۸۱۷ به دنبال برادرانش جان و کیبل به پرینستون رفت. مشکلات رفتاری برکینریج در همان‌جا هم ادامه یافت، طوری‌که در یک‌سال بیش از ۱۲۰۰ دلار را مصرف نمود. برکینریج به‌علت جنگ از دانشگاه اخراج شد و با وجودیکه دوباره به دانشگاه جذب شد اما این حادثه سبب بدخلقی او در پرینستون شد و بعداً به‌صورت افتخاری فارغ شد. (دانشگاه بعداً در سال ۱۸۳۲ به وی مدرک افتخاری کارشناسی ارشد هنر اهداء کرد). برکینریج به دانشگاه ییل ثبت نام کرد اما بعد از سه ماه پی برد که برای فارغ‌التحصیل شدن یک‌سال اقامت لازمی است. برکینریج که تمایل به انجام این الزامیت نداشت به کالج یونین واقع سکنکتدی ایالت نیویورک رفت و در سال ۱۸۱۹ مدرک کارشناسی در رشته هنر را از آن دانشگاه به‌دست‌ آورد.
برکینریج پس از فراغت بدون این‌که کدام هدف واضح در زندگی خود داشته باشد، به کنتاکی برگشت. با شرکت در مهمانی‌های مختلف و سایر مراسم‌های اجتماعی خود را سرگرم ساخت. برکینریج در جریان بازدید از پایتخت ایالت یک شخص را به اندازهٔ آزرده ساخت که به مبارزه تن به تن فراخوانده شد. با وجودی‌که برکینریج دو اسلحه کمری به‌دست‌آورد اما هرگز چالش آن مرد را نپذیرفت و یک شخص بزدل و ترسو خطاب شد. این اختلاف بعداً در لژ ماسونی که هم برکینریج و هم مرد دیگر اعضای آن بودند، حل و فصل شد.
برکینریج در ۱۱ مارس سال ۱۸۲۳ با دخترعمویش به‌نام آن سوفونسیبا پریستون در منزل عروس واقع ابینگدن ایالت ویرجینیا ازدواج کرد و این زوج یازده فرزند داشتند. پیشینهٔ سیاسی آن همسان با پیشینه سیاسی شوهرش بود. آن که نوهٔ پاتریک هنری بود، همچنین خواهر سناتور ویلیام کمپبل پرستون و خواهر زن وید همپتون سوم فرماندار کارولینای جنوبی و جان بی. فلوید و جیمز مک‌داول فرمانداران نیویورک، می‌شد.

## خدمت در مجمع عمومی کنتاکی
برکینریج پس از مشورت برادرش در ۳ ژانویه سال ۱۸۲۴ جواز وکالت را به‌دست‌آورد اما وکالت برای وی سازگاری نکرد. در عوض تصمیم گرفت با پیروی از سنت خانوادگی به دنبال مناصب دولتی باشد و برای کرسی مجلس نمایندگان ایالت کنتاکی کمپین نمود. حتی در اوایل حرفهٔ سیاسیش برکینریج آرام آرام موضع خود را در مورد مسائلی بیان کرد که از وی به یادگار ماند.
نخست از نظریهٔ حقوق ایالات (قدرت سیاسی پیش‌بینی شده برای دولت‌های ایالات آمریکا نسبت به دولت فدرال) فاصله گرفت و در عوض بر نیاز وابستگی متقابل قوی بین ایالات اصرار داشت. دوماً خواستار پایان دادن به بردگی شد. سوماً بر اهمیت آموزش تأکید کرد. گرچه آنها بر مورد آخری توافق نمودند اما پدر برکینریج شدیداً با آزادسازی بردگان مخالفت ورزید بود و از حقوق ایالات طرفداری نمود. جیمز سی. کلاتر تاریخ‌نگار به این نظر است که لئوس مارشال و مری مادر رابرت شاید موضع وی را تحت تأثیر قرار داده باشند.
اما سیاسی‌ترین مسئله در کنتاکی در جریان کمپین برکینریج جدال دادگاه قدیمی - دادگاه جدید بود. بحران مالی سال ۱۸۱۹ بسیاری از ساکنین کنتاکی را در مضیقه‌های مالی قرار داد. قانون‌گذاران تلاش کردند با تصویب قانون رفع توقیف اموال بقید تأمین که به نفع بده‌کاران بود تا یک اندازه‌ای بار مالیاتی را کاهش دهند. دادگاه استیناف کنتاکی (که عالی‌ترین دادگاه کشورهای مشترک‌المنافع در آن زمان بود)، این قانون را مغایر با قانون اساسی اعلام کرد. سال آینده یک مجمع عمومی خشمگین قانونی را به تصویب رساند که بر مبنای آن دادگاه منحل شد و دادگاه جدیدی جایگزین آن شد. هیچ‌کدام از این دادگاه‌ها دیگر خود را قانونی نمی‌دانستند و مردم عام سراسیمه در کل احترام خود نسبت به مقامات دولتی را از دست دادند. این موضوع عموماً در امتداد خط مشی حزبی انشعاب کرده بود چنانچه دموکرات‌ها عموماً از دادگاه جدید طرفداری می‌کردند و ویگ‌ها حامی دادگاه قدیمی بودند.
برکینریج در جریان کمپین انتخاباتیش که در سال ۱۸۲۵ برنده شد، از این موضوع طفره رفت اما زمانی‌که به قدرت رسید، مجبور شد که از یک جانب یا جانب دیگری طرفداری نماید. برکینریج به نفع دادگاه قدیمی رأی داد که منعکس‌کنندهٔ جایگاه اشرافی و وابستگی او به دستگاه دولت یا هیئت حاکمه بود. در نتیجه خود را مربوط به حزب هنری کلی نامزد ریاست جمهوری مورد علاقهٔ مردم کنتاکی اعلام کرد. ویگ‌ها در بیست و پنج سال آینده سیاست کنتاکی را کنترل نمودند. در سال ۱۸۲۶ اکثریت اعضای مجمع عمومی از دادگاه قدیمی طرفداری نمودند و دادگاه جدید را لغو کردند.

## ارجاعات
1. ↑  Klotter in The Kentucky Encyclopedia, p. 120
2. ↑  Klotter in Breckinridges of Kentucky, p. 42
3. ↑  Waugh in Southern Presbyterian Review
4. ↑  Klotter in The Breckinridges of Kentucky, p. 43
5. ↑  Klotter in The Breckinridges of Kentucky, p. 44–45
6. ↑  Klotter in The Breckinridges of Kentucky, p. 45–46
7. ↑  Klotter in The Breckinridges of Kentucky, p. 47

- Fish, Henry Clay; Edwards Amasa Park (1871). Pulpit Eloquence of the Nineteenth Century. New York City, New York: Dodd, Mead & company. Retrieved 2007-08-31.
- Klotter, James C. (1986). The Breckinridges of Kentucky. Lexington, Kentucky: The University Press of Kentucky. ISBN 0-8131-1553-1.
- Klotter, James C. (1992). "Breckinridge, Robert Jefferson".  In Kleber, John E. (ed.). The Kentucky Encyclopedia. Associate editors: Thomas D. Clark, Lowell H. Harrison, and James C. Klotter. Lexington, Kentucky: The University Press of Kentucky. ISBN 0-8131-1772-0.
- Waugh, Dr. Barry. "Robert Jefferson Breckinridge (1800 - 1871)". The Southern Presbyterian Review. Archived from the original on 2007-06-03. Retrieved 2007-08-29.